# たましん地域文化財団
たましん地域文化財団（たましんちいきぶんかざいだん）は、東京都立川市に本社を持つ多摩信用金庫（略称：たましん）を母体とする公益財団法人。ここでは同法人が運営する各美術館についても説明する。

## 概要
公益財団法人たましん地域文化財団は、昭和51年(1976年)1月に創設された多摩中央信用金庫（後の多摩信用金庫）の一部門である「多摩文化資料プロジェクト」を推進する「多摩文化資料室」を母体とした法人であり、美術や歴史の振興、多摩地域の文化活動促進ならびにコミュニティ活性化を目的として、これまでの多摩文化資料室の活動を継承・発展させる形で平成3年(1991年)4月26日に設立された。
「多摩文化資料室」から「たましん地域文化財団」発足までの経緯としては二つの側面があり、一つは多摩の地域の特性や歴史に関する部分で、もう一つは文化や芸術に関する部分である。多摩地域の特性や歴史については、多摩中央信用金庫の前身である有限責任立川信用組合の時代から地域を支える金融機関であり続け、昭和48年(1973年)に多摩中央信用金庫が創立40周年を迎えた頃、「自分たちのいる多摩とは一体どんなところなのかをまとめよう」と記念誌『多摩の歩みとともに』の編集を始めた際に、周辺地域からの資料の提供や、様々な活動を行っている地域の人々とのつながりが生み出され、郷土誌『多摩のあゆみ』出版のきっかけにもなった事による。もう一つの文化や芸術については多摩地域の作家たちが、当時の文化拠点になるギャラリーが東京23区にしかなかった事から、多摩地域にも同様に文化の発表の場を設けるべきとの要望に応え、本社ビル竣工に合わせて「たましん展示室」が設けられ、多摩地域出身作家の作品を披露する場になった事による。これらの要素が「たましん」の地域と密接する証となり、今日の財団運営につながったとされる。
たましん地域文化財団の主な活動としては季刊の郷土誌『多摩のあゆみ』発行のほか、多摩地域に関する歴史資料の収集・調査・研究や書籍の出版、イベントの開催、美術館やギャラリーならびに歴史及び美術資料室の運営を行っている。

## 沿革
「多摩信用金庫の沿革」を併せて参照。
- 昭和8年(1933年)12月26日 - 有限責任立川信用組合設立。
- 昭和19年(1944年)4月 - 有限責任立川信用組合が立川信用組合に改組。
- 昭和23年(1948年)4月 - 立川信用組合が多摩中央信用組合に改称。
- 昭和26年(1951年)10月 - 多摩中央信用組合が多摩中央信用金庫に改組。
- 昭和49年(1974年)7月 - 多摩中央信用金庫新本社ビル（東京都立川市曙町2-8-28）落成に伴い、本社9階に「たましん展示室」開設。同9月、多摩中央信用金庫創立40周年記念誌『多摩の歩みとともに』刊行。
- 昭和50年(1975年)11月15日 - 郷土誌『多摩のあゆみ』創刊。
- 昭和51年(1976年)1月 - 本社3階[4]に「多摩文化資料室」を開設。
- 昭和52年(1977年) - 「たましん展示室」を「たましんギャラリー」に改称。
- 昭和62年(1987年)3月 - 多摩中央信用金庫国立支店5階に「多摩文化資料室」を移転、同6階に「たましん美術サロン」開館。
- 平成3年(1991年)4月26日 - 財団法人たましん地域文化財団設立。中嶋榮治が同財団の初代理事長に就任[1]。「たましん美術サロン」を「たましん歴史・美術館」に改称。
- 平成5年(1993年)11月3日 - 「たましん御岳美術館」開館。
- 平成13年(2001年)6月 - 理事長に佐藤浩二が就任[5]。
- 平成18年(2006年)1月 - 八王子信用金庫、太平信用金庫、多摩中央信用金庫が合併し、多摩信用金庫設立。
- 平成24年(2012年)4月 - 公益財団法人へ移行。
- 平成25年(2013年)6月 - 理事長に八木敏郎が就任[6][7]。
- 令和元年(2019年)9月末 - 「たましん御岳美術館」閉館、「たましんギャラリー」閉廊。
- 令和2年(2020年)5月18日[8] - 多摩信用金庫本店移転（立川市緑町3-4）。本店棟1階に「たましん美術館」開館。

## 主な出版物
- 『多摩の歩みとともに』1974年9月
- 『多摩のあゆみ』1975年11月15日～現在
  - 多摩地域の歴史・民俗・地理・自然などをテーマに論考や情報などを掲載している。年4回発行。最新号は多摩信用金庫の各店舗や美術館、歴史資料室での配布や定期購読の他、過去のナンバー（創刊号から第120号まで）のWeb上での公開を行っている[9]。
- 『多摩の作家250人（たましんギャラリー10周年展）』1984年
- 『たましん美術サロン所蔵作品による日本洋画の系譜』1988年1月（非売品）
- 『近代日本の洋画』1991年11月（非売品）
- 『東洋古陶磁』1992年2月（非売品）
- 『多摩・東京―その百年』鈴木理生・著 1993年12月
- 『多摩近現代史年表（たましん創立60周年記念）』松岡喬一・著 1993年12月
- 『多摩の作家250人 II』1995年
- 『多摩文学紀行』山本貴夫・著 1997年7月
- 『多摩と江戸 鷹場・新田・街道・上水』大石学・著 2000年
- 『地域の歴史を学ぶ』 2008年3月
- 『地域の歴史を学ぶ 2』 2017年2月
- 『たましん美術館所蔵品目録』2020年3月

## たましん歴史・美術館
「たましん歴史・美術館（たましんれきし・びじゅつかん）」は地域の住民や学生が気軽に立ち寄れ、美術や地域の歴史に親しめるような美術館でありたいと願い、昭和62年(1987年)3月に多摩中央信用金庫国立支店6階に「たましん美術サロン」として開館し、平成3年(1991年)6月に「たましん美術サロン」より改称した美術館である。
元々美術サロンとして計画された小規模な平面のため、大型の展示物の陳列には向かないが、その分作品を至近距離で楽しめるのが特徴となっている。
多摩地域の作家の美術作品や絵画・日本国内外の古陶磁・彫刻・浮世絵・写真などの「たましんコレクション」を展示する他、年4～5回企画展が行われている。多摩地域ゆかりの作家に関する書籍や図録・美術に関する書物などを収集している「美術資料室」（美術館内）や、東京都・多摩地域をはじめ各自治体が発行している歴史・地理・民俗・自然などの資料や雑誌、地図（地形図、地勢図など）、「ふだん記（自分史）」、絵葉書、チラシ、写真、タウン紙、遺跡発掘調査報告書などを収集している「たましん歴史資料室（たましんれきししりょうしつ）」（国立支店5階）を併設。

## たましん美術館
「たましん美術館（たましんびじゅつかん）」は、東京都立川市緑町に多摩信用金庫本店が移転するにあたり、公益財団法人たましん地域文化財団により、多摩地域の文化の拠点として愛される美術館になることを願って、令和2年(2020年)5月18日にこれまでの「たましん御岳美術館」「たましんギャラリー」に代わり創設された美術館である。
「たましん御岳美術館」から引き継がれた「たましんコレクション」などの美術品の展示のほか、個展や団体展が開かれる「地域貢献スペース」（本館本部棟2階北側通路）を併設。

## たましん御岳美術館
「たましん御岳美術館（たましんみたけびじゅつかん）」または「御岳美術館（みたけびじゅつかん）」は平成5年(1993年)11月3日に東京都青梅市御岳本町に「たましん歴史・美術館」の分館として開館した美術館である。
新宿中村屋の『中村屋サロン』ゆかりの高村光太郎・荻原守衛（碌山）・中原悌二郎らの彫刻や梅原龍三郎・岸田劉生・中村彝らの絵画、オーギュスト・ロダンやアリスティード・マイヨールといった外国の彫刻家の作品のほか、多摩地域の芸術家の作品を展示。他に春陽会の主要メンバーの一人である倉田三郎の作品を展示している「倉田三郎記念室」を併設。多摩信用金庫本館に「たましん美術館」が創設するにあたり、令和元年(2019年)9月末に閉館。

## たましんギャラリー
「たましんギャラリー」は昭和52年(1977年)に「たましん展示室」より改称した画廊である。
昭和49年(1974年)7月に多摩中央信用金庫の本社ビル（東京都立川市曙町）落成に伴い、同ビル9階に「たましん展示室」を開設。多摩地域にゆかりのある作家の発表と交流の場として提供された。元々は「たましんへ行けばおじいちゃんの絵が見られるよ」という願いをもって始められたという。2週間を一会期とし、多くの芸術家が個展を開いた他、グループ展・団体展も催された。昭和52年(1977年)に「たましんギャラリー」に改称。多摩信用金庫本館に「たましん美術館」が創設するにあたり、令和元年(2019年)9月末に閉廊。開催された個展・グループ展は計957回。